# Marcus Chown
Marcus Chown (ur. 1959) – brytyjski fizyk i pisarz zajmujący się popularyzacją nauki.

## Życiorys
Skończył fizykę na University of London oraz astrofizykę w California Institute of Technology. Pracował jako wykładowca na Madagaskarze, był korespondentem „Guardiana" oraz redaktorem w BBC World Service i w Radio 2. Aktualnie pracuje jako redaktor naukowy czasopisma „New Scientist”. W Polsce jak dotąd ukazało się jego 6 książek.

## Dzieła wydane w Polsce
- The Universe Next Door: Twelve Mind-Blowing Ideas from the Cutting Edge of Science jako Sąsiedni wszechświat.
- The Magic Furnace: The quest for the origin of atoms jako Magiczny tygiel.
- Quantum Theory Cannot Hurt You: A Guide to the Universe jako Teoria kwantowa nie gryzie.
- The Never-Ending Days of Being Dead: Dispatches from the Front Line of Science jako Nieskończone życie nieboszczyka.
- Afterglow of Creation: From the Fireball to the Discovery of Cismic Ripples jako Poświata stworzenia.
- Tweeting the Universe: Tiny Explanations of Very Big Ideas jako Po prostu wszechświat. Współautorstwo: Govert Schilling.